# Jiří Čejka (politik SZ)
Jiří Čejka (* 7. července 1954 Lanškroun) je český politik Strany zelených, po sametové revoluci poslanec Sněmovny lidu Federálního shromáždění, v letech 1999-2002 předseda Strany zelených.

## Biografie

### Vzdělání a profesní dráha
Vystudoval gymnázium v Lanškrouně (1973) a Vysokou školu chemicko-technologickou v Pardubicích. Mezi léty 1978 a1982 pracoval v Zemědělské oblastní laboratoři Žamberk jako chemik-analytik. Poté byl do roku 1992 zaměstnán v VŠÚŘ Semčice jako výzkumník a vedoucího analytické laboratoře. Od roku 1993 do současnosti je vedoucím české pobočky firmy Dade Behring Austria GmbH.

### Politická dráha
Je dlouholetým členem Strany zelených, do které vstoupil již v roce 1990. Ve volbách roku 1992 byl za Stranu zelených, respektive za koalici Liberálně sociální unie, zvolen do Sněmovny lidu. Ve Federálním shromáždění setrval do zániku Československa v prosinci 1992.
Politicky se angažoval i na stranické a komunální úrovni. Mezi roky 1990 a 1998 byl starostou obce Semčice. Do zastupitelstva této obce byl za SZ zvolen opakovaně v komunálních volbách roku 1994, volbách roku 1998, volbách roku 2002, volbách roku 2006 i komunálních volbách roku 2010. Profesně je uváděn jako manažer a odborný poradce. V senátních volbách roku 1996 kandidoval do horní komory českého parlamentu za senátní obvod č. 38 - Mladá Boleslav, coby kandidát Strany zelených. Získal ale jen necelá 2 % hlasů a senátorkou byla zvolena Jarmila Filipová z ODS.
V letech 1990 až 1999 zastával různé stranické funkce - mj. byl členem předsednictva a místopředsedou strany. Po neúspěchu Strany zelených v komunálních volbách roku 1998 se uvnitř strany projevila výrazná nespokojenost s dosavadní prací vedení. Výsledkem této kritiky byla i změna na postu předsedy SZ, na který roku 1999 usedl Jiří Čejka. Jeho předsednické období ale nepřineslo výraznější politické zisky. Strana neuspěla v krajských volbách roku 2000. V březnu 2002 Čejku v čele strany vystřídal Miroslav Rokos, ale Čejka si zachoval po jeden rok post místopředsedy pro zahraniční vztahy.
V roce 2008 byl členem republikové rady SZ, předsedou středočeské krajské organizace SZ. Byl i tzv. mediátorem, který měl zprostředkovat překonání rozporů mezi Martinem Bursíkem a středočeskou poslankyní Olgou Zubovou, které vypukly po prezidentské volbě 2008.
Krajská konference Strany zelených jej vybrala za svého lídra do krajských voleb roku 2008. V těchto volbách ovšem zelení propadli se ziskem pouhých 3 % hlasů, přestože předvolební průzkum straně prorokoval 9 %. Část členů strany obvinila z neúspěchu právě svého krajského předsedu.
V současnosti je předsedou ZO Mladá Boleslav a členem RKO SZ Středočeského kraje.